# アルベルト・ボナコッサ

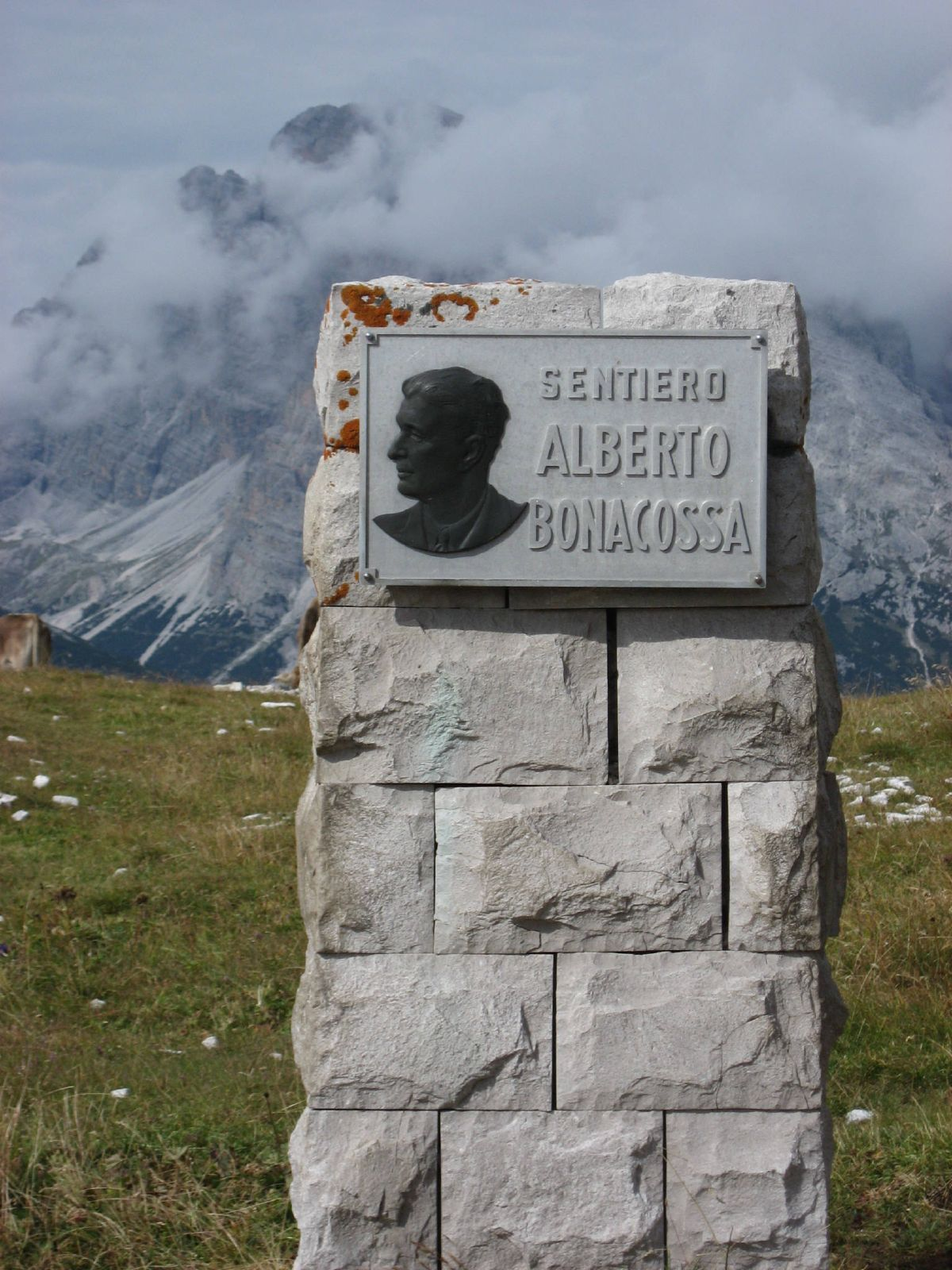
アルベルト・ボナコッサ遊歩道にある標識

アルベルト・ボナコッサ（イタリア語: Alberto Bonacossa, 1883年8月24日 ヴィジェーヴァノ - 1953年1月30日 ミラノ）は、イタリアのテニス選手、アイススケート選手、および編集者である。伯爵。

## 経歴
彼は第一次世界大戦に参加し、少佐の階級まで進んだ。また、彼は若い頃からアスリートとして活躍し、1914年以降イタリアのアイススケートチャンピオンであり、テニス選手として1920年のアントワープオリンピックおよび1922年にブリュッセルで開催された世界選手権に参加した。さらに彼は、グラスホッパー・クラブ・チューリッヒのサッカー選手でもあった。
1924年から1946年までイタリアモーターサイクル協会の会長をつとめた。
彼は、1914年から1926年まで会長をつとめたイタリアアイススケート協会、ボブスレー協会、および自身が創業者であり1924年から1926年まで代表をつとめたアイスホッケー協会をまとめて、イタリア・アイススポーツ連盟（FISG）を創設し、1926年から1927年まで連盟の代表もつとめた。
1920年10月10日、彼はイタリア・スキー連盟 （FIS）の創設者の一人として、イタリア王国でのスキー活動の再開を目指し、初代会長になった。
イタリアオリンピック委員会からの要請により、彼は1922年にミラノで設立されたイタリア・ローラースケート連盟 （FIPR）の後援者の一人となった。
当時、アルベルト・ボナコッサ伯爵は、ミラノホッケークラブのオーナーおよびミラノテニスクラブの会長であった。また、彼は1932年から1939年までスポーツ新聞「Il Littoriale」（後の「コッリエーレ・デッロ・スポルト」）の編集者をつとめ、亡くなるまでガゼッタ・デロ・スポルトの編集者でもあった。
彼はまた、1930年にミラノで初めて開催されたBNLイタリア国際の責任者となった。また、1935年から1946年まで、イタリア自動車クラブの代表をつとめた。
彼は1943年7月28日から9月28日までイタリアオリンピック委員会の委員であり、1925年から亡くなる1953年まではIOCのメンバーだった。
息子のチェザーレ・ボナコッサは父親の伝記を書いている。